# بيل غودوين (منتج أسطوانات)
بيل غودوين (بالإنجليزية: Bill Goodwin)‏ هو عازف جاز ومنتج أسطوانات وملحن أمريكي، ولد في 8 يناير 1942 في لوس أنجلوس في الولايات المتحدة.

## وصلات خارجية
- بيل غودوين على موقع ميوزك برينز (الإنجليزية)
- بيل غودوين على موقع أول ميوزيك (الإنجليزية)
- بيل غودوين على موقع ديسكوغز (الإنجليزية)